# Bubarida
Bubarida (лат.) — отряд губок из класса обыкновенных губок (Demospongiae).

## Описание
Гетеросклероморфные губки (Heteroscleromorpha), построенные из монактинов, диактинов разных видов и разной формы (флексуозной, синуозной или вермикулиформной; часто встречаются телескопические окончания). Гибкие или извилистые спикулы могут быть прикреплены к осевому скелету или образовывать базальный слой у инкрустируемых форм. У одного рода (Desmanthus) базальный скелет образуют монокрепидиальные десмы.

## Классификация
Включает более 180 видов. По состоянию на август 2023 года признаны 3 семейства. Морроу с соавторами показали, что этот отряд нуждается в таксономической ревизии: по первым данным, существует три клады, объединяющие виды Acanthella, Dictyonella, Bubaris, Cymbastella, Axinyssa, Phakellia и Phycopsis. В будущем, вероятно, семейства Dictyonellidae и Bubaridae будут объединены. Возможно также, что более старые названия семейств, такие как Desmanthidae Topsent, 1893, могут иметь приоритет перед Bubaridae. Семейство литистид Desmanthidae отнесено к этому отряду, поскольку типовой вид Desmanthus incrustans присоединяется к этой кладе на основании молекулярных маркеров 18S, CO1 и 28S  [5,10,59]. Однако исследования CO1 и 18S также показывают, что Petromica (Desmanthidae), Topsentia (Halichondriidae) и некоторые Axinyssa (Halichondriidae) объединяются в очень хорошо поддерживаемую кладу (в настоящее время не названную) за пределами Bubarida, поэтому Desmanthidae и Bubarida являются полифилетическими. В настоящее время биологи сохранили семейство Desmanthidae до получения дальнейших молекулярных данных. Ранее все 3 семейства включались в другие признанные парафилетическими группы (разделены в 2015 году): в отряд Halichondrida (Bubaridae, Dictyonellidae) и в кладу литистид (Desmanthidae).
- Bubaridae Topsent, 1894
- Desmanthidae Topsent, 1893
- Dictyonellidae van Soest, Diaz & Pomponi, 1990